# Koreanurina
Genre
Koreanurina est un genre de collemboles de la famille des Neanuridae.

## Distribution
Les espèces de ce genre se rencontrent en Asie de l'Est.

## Liste des espèces
Selon Checklist of the Collembola of the World (version du 29 octobre 2019) :
- Koreanurina alba Wu, Bedos & Deharveng, 2014
- Koreanurina inexpectata Najt & Weiner, 1992
- Koreanurina szeptyckii Najt & Weiner, 1992
- Koreanurina weinerae Wu, Bedos & Deharveng, 2014

## Publication originale
- Najt & Weiner, 1992 : Koreanurina new genus, Leenurina new genus and Caputanurina Lee, 1983 (Collembola: Neanuridae) from North Korea. Pan-Pacific Entomologist, vol. 68, no 3, p. 200-215.